# 布拉夫措夫卡农村居民点
布拉夫措夫卡农村居民点（俄语：Буравцовское сельское поселение）是俄罗斯联邦沃罗涅日州埃尔季利区所属的一个农村居民点。其下辖有6个居民点，行政中心为布拉夫措夫卡。据2016年统计，该农村居民点的人口为541人。